# Peter Pellegrini
'Peter Pellegrini (Banská Bystrica, 6. listopada 1975.) slovački je političar, ekonomist i novoizabrani 6. predsjednik Slovačke. Mandat mu započinje svečanom prisegom 15. lipnja 2024. godine  

## Raniji život i obrazovanje
Pellegrini je studirao na Ekonomskom fakultetu Sveučilišta Matej Bel i Tehničkom sveučilištu u Košicama, fokusirajući se na bankarstvo, investicije i financije na potonjem.[1] Između 2002. i 2006. radio je kao ekonomist, a kasnije i kao savjetnik člana Nacionalnog vijeća za privatizaciju i gospodarstvo Ľubomíra Vážnyja, uz potporu ĽS-HZDS, SNS i Smer-SD.  

## Politička Karijera
Na parlamentarnim izborima 2006. godine izabran je u Nacionalno vijeće za smjer – socijaldemokraciju (Smer-SD). Ponovno je biran na izborima 2010. i 2012. godine. Od 2012. do 3. srpnja 2014. bio je državni tajnik za financije. Kasnije je nakratko postao ministar obrazovanja i znanosti.  
Dana 25. studenoga 2014. izabran je za predsjednika Nacionalnog vijeća, naslijedivši Pavola Pašku.   

## Predsjednik vlade Slovačke Republike
Postavši zamjenikom premijera za ulaganja 2016., pod premijerom Robertom Ficom, Pellegrini je prisegnuo kao šef vlade nakon što je njegov prethodnik podnio ostavku 15. ožujka 2018. nakon ubojstva novinara Jána Kuciaka. Predsjednik Andrej Kiska odobrio je Pellegrinijev kabinet 21. ožujka 2018.; Za potvrđivanje vlade sljedeći tjedan glasao je 81 član Nacionalnog vijeća.
Nakon što je obnašao dužnost ministra unutarnjih poslova u travnju 2018., Pellegrini je privremeno preuzeo ulogu ministra financija kada je Peter Kažimír otišao sa te funkcije kako bi prisegnuo kao novi guverner Narodne banke Slovačke 2019.
Kasnije, u prosincu 2019., preuzeo je dužnost ministra zdravstva nakon što je Andrea Kalavská dala ostavku.
Njegova stranka izgubila je parlamentarne izbore 2020. od populističke, antikorupcijske stranke Obični ljudi koju vodi Igor Matovič.
Tijekom pandemije COVID-19, kako su se medicinske zalihe počele smanjivati, države su se počele natjecati za zalihe izvan svoje zemlje, ili plaćajući tvrtkama da preusmjere ili zaplijenjuju opremu namijenjenu drugim zemljama. Pellegrini je rekao da je rezervirao dva milijuna maski iz Ukrajine, a uvjet je plaćanje u gotovini. No, pojavila se njemačka firma, kojoj je skuplje platio maske i kupio ih. Ukrajinski ministar vanjskih poslova Dmytro Kuleba reagirao je na situaciju rekavši da nema zemlje u Europi koja ne bi uvozila njihove medicinske maske i respiratore.
Dana 25. listopada 2023. ponovno je izabran za predsjednika Nacionalnog vijeća sa 131 glasom.   

## Kandidatura za predsjednika Slovačke 2024.
Dana 19. siječnja 2024., nakon velikog  rasta popularnosti među građanima i potpore svoje stranke Glas – Socijaldemokracija, kao i koalicijskog partnera Smjer – Socijaldemokracija, najavio je svoju kandidaturu za predsjednika.
Dana 23. ožujka 2024. bio je drugi u prvom krugu s 37,03 posto, dok je karijerni diplomat Ivan Korčok pobijedio s 42,52 posto, a umirovljeni odvjetnik i sudac Štefan Harabin bio je treći s 11,74 posto. Ubrzo nakon prvog kruga, zatražio je potporu i drugog koalicijskog partnera SNS-a, čiji se čelnik Andrej Danko povukao iz prvog kruga, kao i svojih poraženih protukandidata Krisztiána Forróa i Štefana Harabina.
6. travnja 2024. u drugom krugu pobijedio je s 53,12% pobijedivši Ivana Korčoka koji je dobio 46,88% glasova. Dan nakon izbora potvrdio je da će dati ostavku na mjesto predsjednika svoje stranke HLAS-SD-a u čast nepisane političke tradicije.  

## Privatan život
Pellegrini ima talijanske pretke. Njegov pradjed Leopoldo Pellegrini došao je u Austro-Ugarsku kako bi sudjelovao u izgradnji željezničke pruge između Levica i Zvolena. Godine 2019. opisao je sebe kao katolika koji ne prakticira svoju vjeru.
Pellegrini nije oženjen i nema dijece. U intervjuu za tabloid Plus 7 2020. Pellegrini je upitan je li homoseksualac, što je on negirao. Incident je doveo do ostavke glavnog urednika časopisa, koji je tvrdio da je Pellegrini iskoristio svoje veze kako bi spriječio objavljivanje ovog pitanja.   

## Vanjske poveznice
- |  | Zajednički poslužitelj ima još gradiva o temi Peter Pellegrini |